# Donji Bešpelj
Donji Bešpelj är en ort i Bosnien och Hercegovina.   Den ligger i entiteten Federationen Bosnien och Hercegovina, i den centrala delen av landet, 100 km nordväst om huvudstaden Sarajevo. Donji Bešpelj ligger 907 meter över havet och antalet invånare är 545.
Terrängen runt Donji Bešpelj är huvudsakligen kuperad, men åt sydost är den bergig.Närmaste större samhälle är Divičani, 5,7 km söder om Donji Bešpelj. 
Omgivningarna runt Donji Bešpelj är en mosaik av jordbruksmark och naturlig växtlighet. Runt Donji Bešpelj är det ganska tätbefolkat, med 93 invånare per kvadratkilometer.